# 春日神木

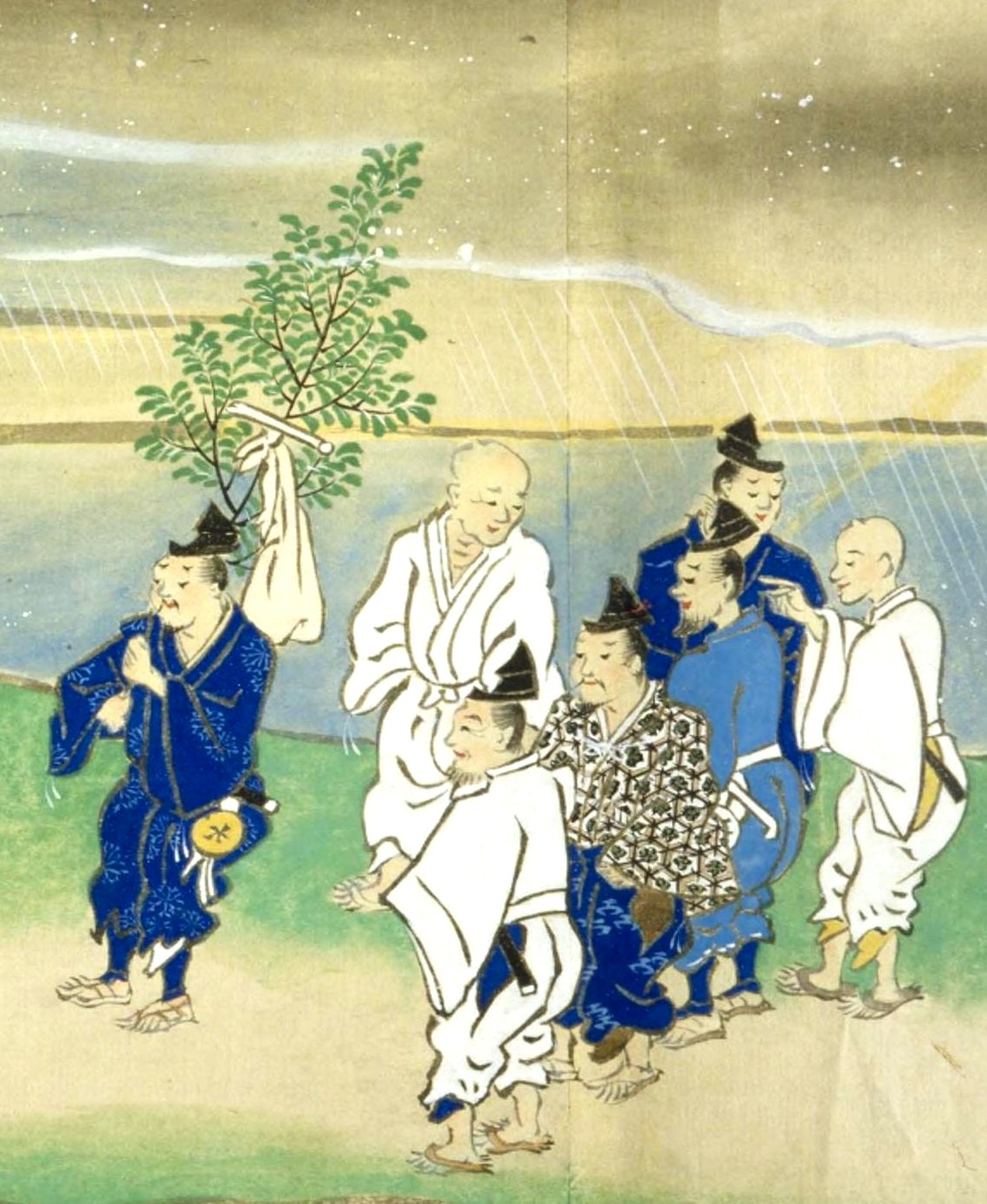
春日神木

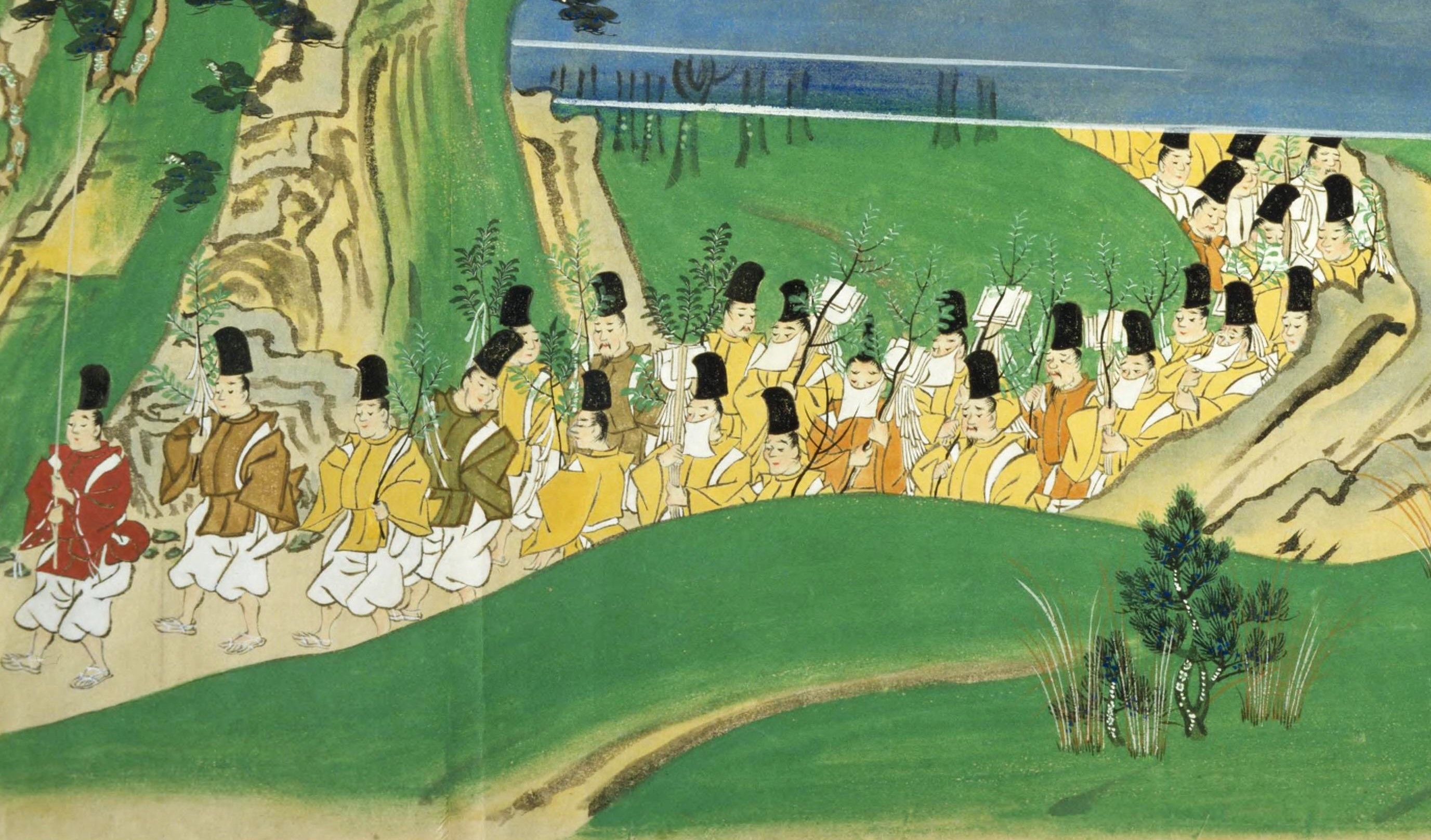
春日神木

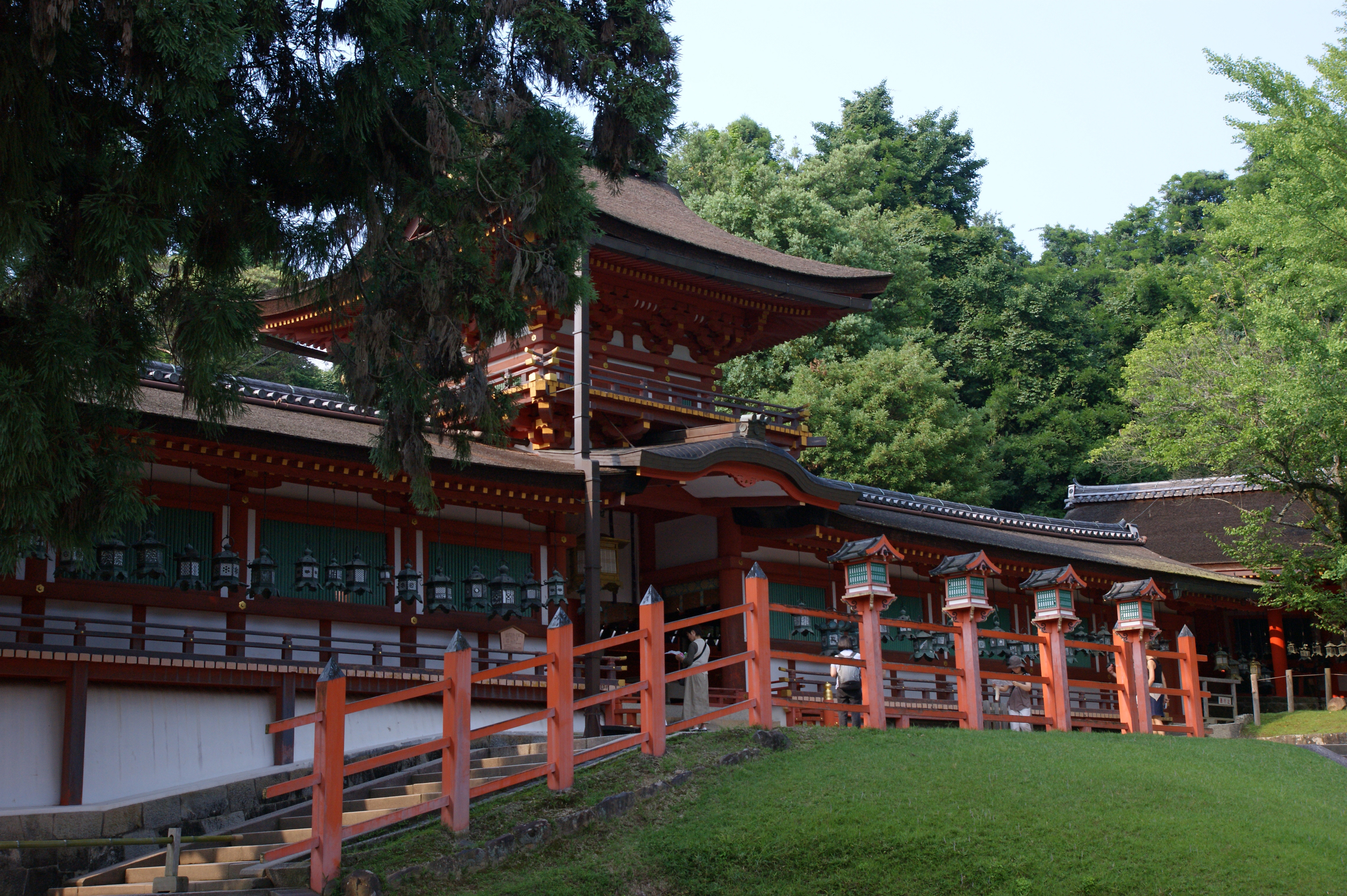
春日大社中門・御廊

春日神木（かすがのしんぼく）とは、奈良春日大社において、榊（もしくは梛）の枝に春日明神の御神体（依代）である神鏡を付けて注連をかけて神木とした物。強訴の際の神威として掲げられることも多かった。

## 概要
春日大社は藤原氏の氏社として知られ、明治維新以前は隣接する同氏の氏寺である興福寺と一体の存在であった。
興福寺の衆徒が強訴を行う際には、春日神木を動かして示威行動を取ることが知られており、これを神木動座（しんぼくどうざ）と称し、中世を通じてしばしば行われた。
興福寺全体の利害に関わる問題が生じた場合、全僧侶を召集して満山集会（まんざんしゅうえ）を開催する。集会では大衆僉議を開から、朝廷などに対する要求を決定した。要求が受け入れられなかった場合には、衆徒たちは春日大社の社司に要請して大社の本殿及び大宮四所にそれぞれ安置されている神鏡を取り出して神木をあつらえさせ、これを大社本殿脇の移殿（うつしどの）へ移す遷座の儀を行って公武に強訴の予告を行う（神木動座の強訴）。この時点で要求が認められれば神木に付けられた神鏡は本殿に還御して終了となるが、それが無い場合には神木を興福寺金堂に移し、石上神宮・吉野勝手明神両社に神輿の派遣を要請、更に場合によっては東大寺などの南都七大寺にも支援を要請する。また、衆徒以外にも興福寺領の荘官が農民田堵を動員して人数を揃えたと考えられている。準備が整うと、興福寺僧綱を前面に出し、春日大社社司・神人に神木を奉じさせて衆徒・神人が法螺貝の音とともに隊伍を組んで京都に向かって進発する。奈良坂・木津などを経由して、途中一旦宇治の平等院に入り、交渉を行って様子を見るが、ここにおいても要求が受け入れられない場合には、京都に神木ごと入洛することになる。通常は勧学院（法成寺や長講堂に置かれる場合もあった）に神木を安置するのが慣例であるが、場合によっては御所の前に神木をかざして朝廷を威圧した。なおも、要求が認められない場合には神木を京都に安置したまま社司らが奈良に引き上げること（「振り棄て」と呼ばれる）で心理的圧迫を加えた。
春日神木の動座が行われた場合、特に入洛中は藤原氏の公卿・官人は謹慎・籠居となり、これに従わない者、強訴を非難・無視する者は放氏処分とされた。当時は藤原氏の公卿・官人が朝廷の過半を占めていたから、神木の入洛中は朝廷は廃朝状態となり国政は麻痺した。また、検非違使や武家も宇治などに兵を固めて入洛を阻止する姿勢を見せたが、実際に衆徒・大衆に武器を向ければ、今度はその武家を死罪・流罪などの重罪に処する様に求める強訴を引き起こすことになるため、最終的には興福寺側からのどのような無理な要求でも罷り通ったのである。これを皮肉を込めて「山階道理」（山階寺は平安遷都よりも遥か以前に山階にあった興福寺の前身）と呼ばれた。なお、神木が奈良に戻る「神木帰座」の際には藤原氏の公卿・殿上人が洛外あるいは奈良まで供奉して春日大社に祈謝する事とされていた。また、奉幣使が春日大社及び京都における分社である大原野神社・吉田神社の両社に派遣された。
神木入洛強訴の最初は安和元年（968年）に発生した東大寺との抗争の際に、同年7月15日に神木をもって入洛した（『日本紀略』）のが最初とされているが、寛治7年（1093年）の強訴を最初とする異説もある（『康富記』）。更に『神木動座之記』（内閣文庫所蔵）という書物によれば、寛弘3年（1006年）に大和守源頼親の国守解任などを求めて木幡山大谷（現在の京都市伏見区）まで進んだ神木動座が最古の例とされている。この時の強訴については、藤原道長の『御堂関白記』同年7月12日条にある「寺侍法師等、只今来申云、大衆参上木幡山大谷云所、二千許参着云々」という記述が対応すると考えられている。
院政期から鎌倉時代にかけて盛んに行われた。ところが、南北朝時代の康暦元年8月14日（1379年）に行われた神木入洛は異常な展開を見せた。朝廷側の交渉前面に登場したのは、権大納言でもあった室町幕府将軍足利義満であり、親幕府派の二条良基の要望もあって一旦は12月に交渉は成立した。ところが、年が明けて後光厳上皇の7回忌を巡って興福寺側が帰座の約束を破棄すると、義満は積極的に朝廷に参与して自らが主導する態度を見せ始めた。興福寺側は源氏であって藤原氏ではない義満を放氏することが出来ず、義満の許で朝廷が運営される状況を見せられた挙句、康暦2年12月15日（1380年）に実質上の全面敗北のまま帰座に追い込まれてしまった。この件が興福寺・春日大社側の打撃となり、以後の神木動座は平等院までに留められた。それも戦国時代に入ると、神木動座を行うこと自体が困難となり、文亀元年（1501年）を最後に姿を消すに至った。
なお、これとは別に興福寺や春日大社の領内で他者による侵奪や年貢の未進・横領が発生すると、黄衣を着た春日大社の神人が現地に派遣され、春日大社の榊に四手をかけた簡易な仕立の神木を問題の田畠の中央部に立てた。これを「注連を立つ」「神木を振る」と呼んだ。これによってその田畠及び作物は神人以外は手に触れてはならない神聖不可侵な場所・物となり、これを犯す者は「神木犯穢」の罪で清祓料を徴収し、納税や返還の実行あるいは誓約が行われ神木が撤去される際にも「注連の本（もと）」と呼ばれる一種の手数料を徴収するなど、相手側に金銭的な制裁を課した。